# Hot Wheels: Track Attack
Hot Wheels: Track Attack es un videojuego de carreras de estilo arcade, desarrollado por Firebrand Games y publicado por THQ. Fue lanzado en Norteamérica el 23 de noviembre de 2010 para Wii y Nintendo DS.

## Jugabilidad
El modo de juego de Hot Wheels Track Attack gira en torno al jugador que compite con un auto Hot Wheels en una variedad de eventos para desbloquear nuevos autos, pistas y eventos. Los jugadores comienzan con una pequeña sección de autos para competir y un número limitado de eventos para competir, pero a medida que los jugadores avanzan en el juego y ganan medallas por completar eventos, desbloquean nuevos autos, pistas y eventos. Cada pista de carreras en el juego tiene fichas azules esparcidas por todas partes, los jugadores recolectan estas fichas al conducir sobre ellas y pueden usarlas para comprar mejoras adicionales para sus autos. Las pistas de carreras del juego están llenas de elementos, como rampas, bucles y obstáculos que se asemejan a juguetes Hot Wheels reales.

## Recepción
"GamingXP" le dio al juego un puntaje positivo, mientras que "Cubed3" le dio al juego un puntaje mixto.